# Етиопска империя
Абисиния е старо име на Етиопия, използвано до средата на 20 век в европейските езици.
По произход думата е транскрипция на хабаша. Така в Южна Арабия наричали населението, което е свързано етнически и политически с Аксум. Наричана е също „страната на агази“ (на народа геез) в Древен Египет.
В началото означавало не-аксумски поданици на аксумския цар; после така предимно е наричано семитското население на Етиопия (амхарци, тигре-тигриния), исторически заемали водещи позиции в елита на страната. В наше време названия, родствени на думата „Абисиния“, се прилагат за Етиопия в турския (Habesistan) и арабския (Al-Habesh). В европейската култура терминът „Абисиния“ след 1945 г. започва да излиза от употреба.
Етиопската империя съществува от 1137 г. до 1974 г. с прекъсване в периода 1935 – 1942, когато страната попада под властта на Италия и е част от Италианска Източна Африка.
Абисиния може, строго погледнато, да се отнася само за северозападните провинции Амхара и Тигре, както и за центъра на страната и за Еритрея, макар исторически да е използвана думата като друго наименование за цяла Етиопия.